# Fritz Huhn
Fritz Huhn (* 26. September 1900 in Jena; † 10. Juni 1990 in Heidelberg) war ein deutscher Leichtathlet.

## Leben
Huhn besuchte von 1915 an das Lehrerseminar in Weimar, das von Karl Muthesius geleitet wurde, bis er im Juni 1918 als Siebzehnjähriger noch zum Wehrdienst einberufen wurde. Nach dem Ende des Ersten Weltkriegs setzte er seine Seminarausbildung fort und legte die Erste Lehramtsprüfung 1921 ab. Danach leistete er als Lehrer in Wernshausen den Vorbereitungsdienst ab, den er im November 1923 mit der Zweiten Staatsprüfung „mit sehr gutem Erfolg“ abschloss. Danach war er zunächst weiter in Wernshausen, dann seit 1924 in Dorndorf an der Saale tätig, wodurch ihm durch das Thüringische Ministerium für Volksbildung – neben seiner Tätigkeit als Lehrer – von Sommersemester 1925 bis Wintersemester 1926/1927 eine Ausbildung an der Landesturnanstalt in Jena zum Turnlehrer ermöglicht wurde.
Im Februar 1927 schloss er diese zusätzliche Ausbildung mit der Turn- und Sportlehrerprüfung an der Universität ab und wurde an die Westschule in Jena versetzt. Anschließend war er seit Sommersemester 1927 nebenamtlich als Assistent von Hermann Eitel tätig, der in Jena seit 1. April 1914 als erster hauptamtlicher Turn- und Sportlehrer an einer deutschen Universität angestellt war. Während Huhn mit Eitel sehr harmonisch und erfolgreich zusammenarbeitete, gab er Ende des Wintersemesters 1934/35 seine Tätigkeit auf, weil seit Mai 1934 an Eitels Stelle ein Nationalsozialist den Universitätssport leitete, mit dem es zu Meinungsverschiedenheiten kam. Seine Tätigkeit an der Westschule konnte er fortsetzen, bis ihn das Ministerium zum 1. Mai 1943 kriegsbedingt an die Lehrerbildungsanstalt in Meiningen versetzte.
Als Ende März 1945 der Einmarsch der amerikanischen Truppen nach Thüringen bevorstand, wurde die Lehrerbildungsanstalt aufgelöst und Huhn kehrte in seine Heimatstadt Jena zurück. Dort arbeitete er in der Glaserwerkstatt, die sein Vater, Ernst Huhn, im Jahre 1900 nach Jena verlegt hatte, mit und bestand 1947 die Gesellenprüfung im Glaserhandwerk. Nach dem Tod seines Vaters 1948 führte er die Glaserei fort, bis ihm 1952 die Flucht in die Bundesrepublik Deutschland gelang. Dort war er seit Ostern 1952 als Lehrer an der Schule in Radevormwald tätig, dann in Geislingen an der Steige und schließlich von Ostern 1954 bis 31. März 1966 am Wilhelms-Gymnasium in Stuttgart-Degerloch, zuletzt als Gymnasialrat.

## Sportliche Karriere
Zusammen mit seinem älteren Bruder Ernst Huhn, der als Kandidat für die Olympischen Spiele 1916, die dann nicht stattfanden, vorgesehen war, trainierte Fritz Huhn bereits als junger Schüler auf dem Platz des VfB Jena, der 1911 gegründet wurde und dem er mit größter Begeisterung lebenslang anhing. Er selbst bezeichnete einen Sprung, der ihm dort 1913 glückte, als Hinweis auf seine spätere Entwicklung: Mit dem damals modernen Schersprung, der frisch aus Amerika durch den Deutschamerikaner Alvin Kraenzlein importiert worden war, sprang er etwa 1,45 m hoch, etwa so hoch wie seine Stirn.
Huhn gehörte in den 1920er-Jahren zu den herausragenden deutschen Leichtathleten: Er wurde 1923 und 1926 Deutscher Meister im Hochsprung, 1925 und 1928 Zweiter, 1929 Dritter. In dieser Zeit nahm er auch erfolgreich an verschiedenen Länderkämpfen teil: 1923 in Basel gegen die Schweiz (1. Platz), 1925 in Wien gegen Österreich (2. Platz), 1926 in Basel gegen die Schweiz (2. Platz), 1927 in Frankfurt am Main gegen die Schweiz (2. Platz) und 1929 in London gegen England (1. Platz). Sodann war er 1928 einer der Teilnehmer an den Olympischen Spielen in Amsterdam, den ersten, zu denen deutsche Sportler nach dem Ersten Weltkrieg wieder zugelassen wurden, und kam dort auf den 17. Platz.
Damals galt beim Hochsprung die Regel, dass die Füße als erster Körperteil die Latte zu überqueren hatten; die später üblichen Techniken, mit denen größere Höhen erreicht werden können, kamen also nicht in Betracht. Fritz Huhn entwickelte für sich die Technik des Schneppersprungs, mit der er in gewissem Maße seine für einen Hochspringer sehr geringe Körpergröße von 1,68 m kompensieren konnte.
Von 1935 bis 1943 engagierte er sich nebenberuflich als Trainer im Hochsprung. Hierbei vermittelte er seine Technik des Rollers, die vom Western Roll abgeleitet und dem einzelnen Leichtathleten individuell angepasst war. Zu seinen herausragenden Schülern gehörten:
- Luise Lockemann (VfB Jena; Deutsche Meisterschaften 2. Platz 1937, 1951, 3. Platz 1941; Studentenweltmeisterin 1939, andere Goldmedaillen 1938–1940),
- Gustav Weinkötz (ASV Köln; Deutscher Meister 1935, 1936, 1937, 1938; Deutsche Meisterschaften 3. Platz 1939),
- Hans Martens (Kieler TV, seit 1939 Marine Kiel; Deutsche Meisterschaften 2. Platz 1935, 1938, 1939, 3. Platz 1941),
- Günther Gehmert (SV Siemens Berlin, seit 1937 DSC Berlin; Deutscher Meister 1939; Deutsche Meisterschaften 3. Platz 1935, 1936, 1937),
- Hermann Nacke (TSM Otto Schott Jena, seit 1943 Marine Kiel; Deutscher Meister 1940, 1941; Deutsche Meisterschaften 2. Platz 1943, 3. Platz 1942),
- Horst Schlegel (1. SV Jena; Deutsche Meisterschaften 2. Platz 1940) und
- Karl-Heinz Langhoff (Heinkel Rostock; Deutscher Meister 1942, 1943; Deutsche Meisterschaften 2. Platz 1941, 3. Platz 1938).

Bei den Olympischen Spielen 1936 in Berlin war Huhn Kampfrichter des Sprunggerichts.